# Fähre Mannheller–Fodnes

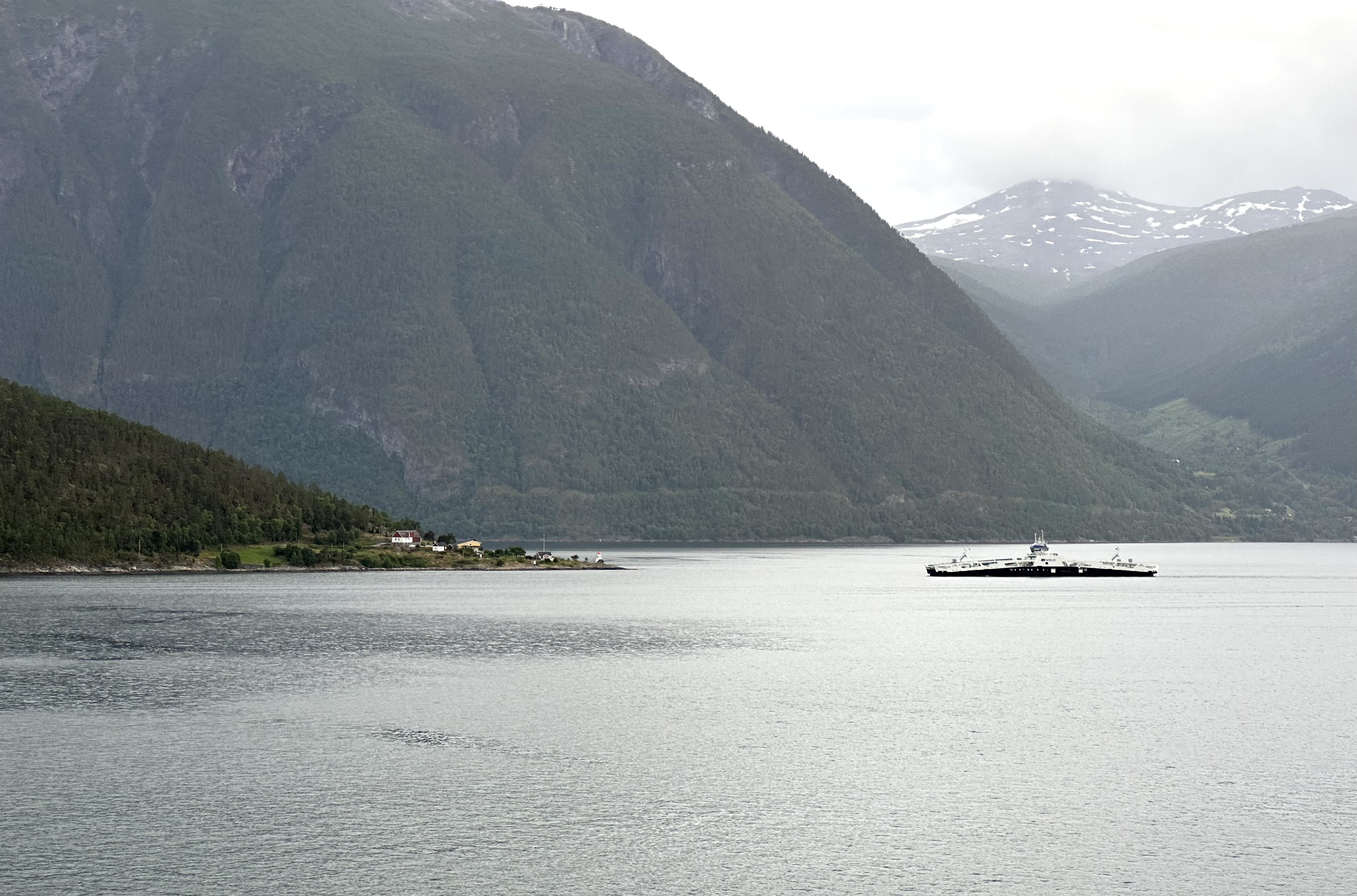
Fähre Mannheller–Fodnes, Blick von Norden, 2023

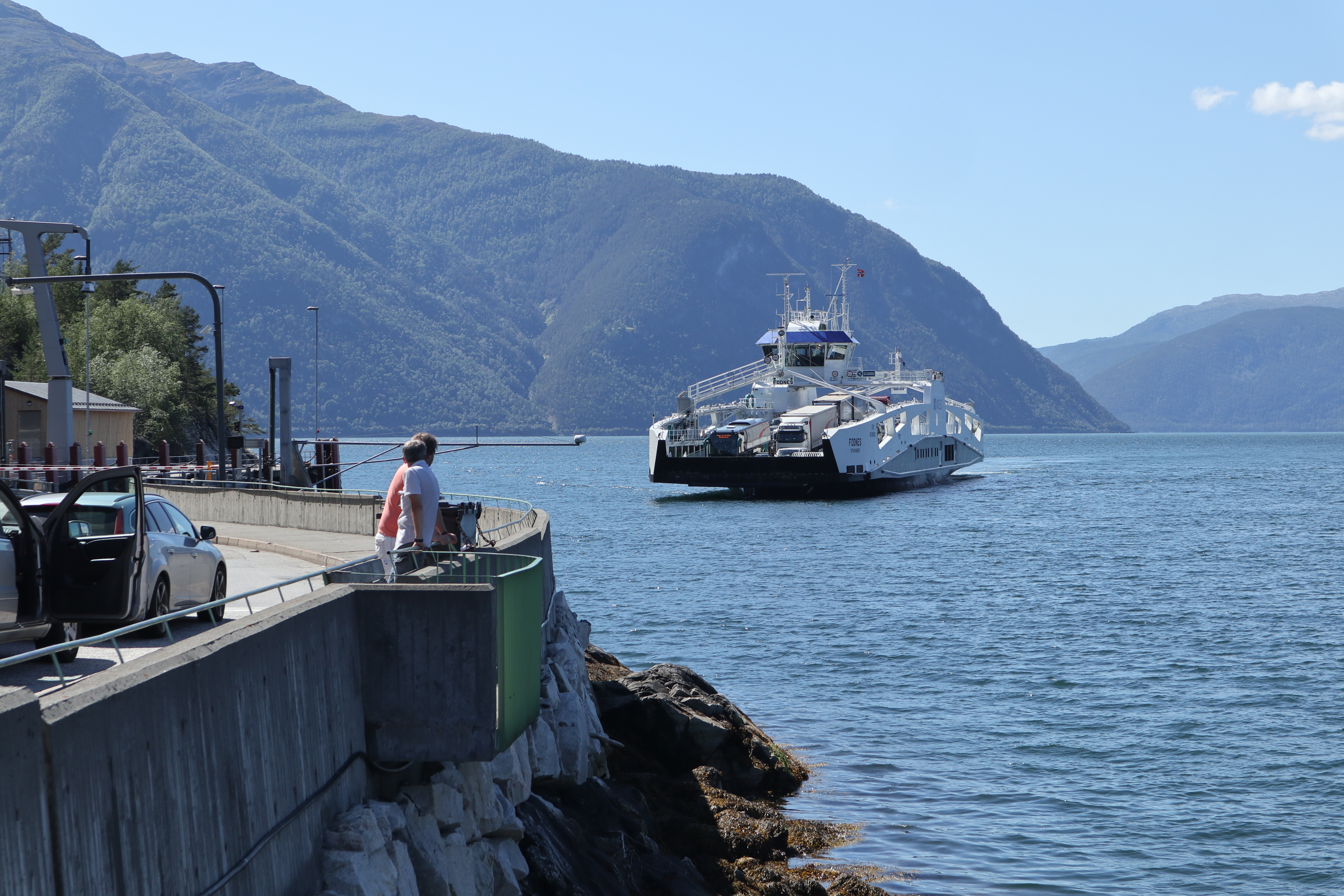
Fährschiff Fodnes vor Fodnes, 2021

Die Fähre Mannheller–Fodnes ist eine Fährverbindung über den Sognefjord in Norwegen in der Provinz Vestland.

## Lage
Die Autofähre verbindet im Zuge des Riksvei 5, von Kaupanger kommend in Richtung Lærdal, das westlich gelegene Mannheller (Kommune Sogndal) mit dem auf der Ostseite des Sognefjords gelegenen Fodnes (Lærdal).

## Betrieb
Die Fährverbindung wird in der derzeitigen Vertragsperiode 2020–2027 vom Unternehmen Norled betrieben und überwindet eine Strecke von etwa 2,8 Kilometern, wobei die Überfahrt bis zu 15 Minuten dauert. Auf der Strecke verkehren die 2020 und 2021 in Dienst gestellten elektrisch betriebenen Fährschiffe Mannheller und Fodnes vom Typ LMG 120-DEH. Die Umstellung auf elektrischen Antrieb folgte auf strengere Umweltvorgaben in der aktuellen Vertragsperiode ab 2020, die nun einen Betrieb der Schiffe mit Strom zu mindestens 80 % vorschreibt. Im Jahr 2007 wurden 517.718, 2022 schon 779.112 Fahrzeuge und somit 2135 Fahrzeuge pro Tag übergesetzt.

## Geschichte
Der Fährbetrieb wurde am 29. September 1995 aufgenommen. In diesem Zeitraum wurden auch die als Zufahrten dienenden Tunnel Amlatunnel und Fodnestunnel eröffnet. Zugleich wurden die bis dahin bestehenden Fährverbindungen Kaupanger–Revsnes und Kaupanger–Fodnes eingestellt. Beim Bau der Fähranleger musste auf der Westseite der Wartebereich für die Fahrzeuge in den Berg eingearbeitet werden, da der zuvor unbewohnte Platz Mannheller zu wenig Platz bot. Unkonventionell ist dabei auch die Verkehrsführung. So wird der von der Fähre kommende Verkehr in Manheller trotz des in Norwegen herrschenden Rechtsverkehrs direkt nach links in eine Tunnelröhre geführt, um dann im Berg die andere Richtungsfahrspur zu unterqueren, bevor sich dann beide Fahrspuren in der Hauptröhre des Amlatunnel vereinen. Auf diese Weise konnten größere Eingriffe im Küstenbereich vermieden werden. Für den Bau der Anlage wurde 1997 der Vakre vegers pris verliehen. Mit Eröffnung des Lærdaltunnels im November 2000 stieg der Verkehr auf der Strecke deutlich an. 2008 wurde auf der Fährverbindung die Årdal in Dienst gestellt.
Ab Juni 2018 wurden die Fähranleger auf beiden Seiten modernisiert und im Zuge dessen auch mit Ladeeinrichtungen für Elektrofähren ausgestattet. In Manheller wurde im Rahmen dieser Bauarbeiten zudem neben dem Anleger ein Liegeplatz für ein Fährschiff geschaffen.